# Nancy Elizabeth Prophet
Nancy Elizabeth Prophet (nacida como Nancy Elizabeth Profitt ; (Warwick, Rhode Island,19 de marzo de 1890 - Providence, Rhode Island, 13 de diciembre de 1960) fue una artista estadounidense de ascendencia afroamericana y nativa americana, conocida por su escultura. Fue la primera afroamericana graduada de la Escuela de Diseño de Rhode Island en 1918 y luego estudió en L'Ecole des Beaux-Arts en París a principios de la década de 1920. Se destacó por su trabajo en París en las décadas de 1920 y 1930. En 1934, Prophet comenzó a enseñar en Spelman College, ampliando el plan de estudios para incluir modelado e historia del arte y la arquitectura. Prophet murió en 1960 a la edad de 70 años
Prophet mantuvo muchas luchas a lo largo de su vida. Tuvo dificultades para financiar su trabajo y apeló a varias fundaciones para obtener fondos siendo, a menudo, rechazada. También tuvo problemas para exhibir su trabajo y, en ocasiones, utilizaba el  pseudónimo Eli Prophet cuando participaba en alguna exposición. Durante su estancia en París, Prophet estuvo constantemente al borde de la inanición. Sin embargo, Prophet mantuvo una fuerte ética de trabajo heredada de sus padres. Fue una perfeccionista que tallaba ella misma sus obras, por lo que su producción es escasa.

## Biografía

### Infancia
Nancy Elizabeth Profitt nació el 19 de marzo de 1890 en Warwick, Rhode Island, hija de William H. Profitt y Rosa E. Walker Profitt. Cambió la ortografía de su apellido a Prophet en 1932. Era la segunda de tres hijos y la única hija de sus padres. Sus padres tenían ascendencia mixta de nativos americanos y afroamericanos; su padre era Narragansett.
Desde temprana edad, Prophet demostró un gran interés por el dibujo y la pintura. Se desconoce cuál fue el origen su interés en estas técnicas. En esa época, sus padres consideraron que sus inclinaciones creativas eran poco prácticas. Sus padres eran defensores del trabajo duro; su madre era cocinera y su padre funcionario municipal. Transmitieron a su hija la ética del trabajo duro, esperando que trabajara como ama de llaves o maestra. A pesar de esta presión, Prophet encontró tiempo para dedicarse a sus pasiones creativas. Cuando tenía 15 años, Prophet destinó  sus pequeñas ganancias de un trabajo de limpieza a tiempo parcial para pagarse unas clases de arte.
Después de graduarse en la escuela secundaria, Prophet permaneció en Rhode Island. Durante cinco años trabajó como empleada doméstica en casas particulares de Providence. Después, trabajó en una oficina de abogados local como taquígrafa. 
Con los salarios obtenidos por estos dos empleos, Prophet pudo asistir a una escuela de arte.

### Formación académica
En 1914, a la edad de 24 años, Prophet se matriculó en la Escuela de Diseño de Rhode Island en Providence, Rhode Island. Era la única estudiante afroamericana entre un alumnado femenino predominantemente de raza blanca. A pesar de esto, Prophet se integró sin dificultad tanto académica como socialmente.
En 1915, durante su segundo año, Prophet se casó con Francis Ford, quien había asistido brevemente a la  Universidad de Brown. Ford era diez años mayor que Prophet y trabajaba como camarero en un restaurante en Providence, mientras Prophet continuaba sus estudios en RISD. No tuvieron hijos y finalmente se separaron en 1932.
Mientras estaba en RISD, Prophet estudió pintura y dibujo a mano alzada, especialmente retratos. Obtuvo su graduación en la escuela en 1918.
Durante el año siguiente a su graduación, Prophet siguió cursos adicionales de escultura en RISD. En ese momento, Prophet vivía en una casa de huéspedes con su esposo y su padre que había enviudado recientemente. Intentó trabajar como retratista a tiempo completo, pero no tuvo éxito. Al no poder obtener ninguna exposición o representación en una galería, terminó pintando solo unos pocos retratos de los residentes de Providence. Prophet volvió una vez más al trabajo doméstico con el fin de ganar dinero para viajar a Francia en 1922.
Prophet se mudó a París en 1922 para estudiar escultura. La mayor parte de la evidencia de los doce años que pasó en Francia proviene de su diario, un manuscrito de cuarenta y seis páginas, en el que describe períodos de intensa actividad que contrastan con períodos de extrema depresión. Aunque afirmó haber estudiado en la École des Beaux-Arts, no tienen registro de ella, y probablemente estudió en uno de los talleres concertados.

### Carrera profesional
Prophet llegó a París en agosto de 1921 o 1922 y obtuvo un estudio en Avenue du Chatillon en Montparnasse. Desde el otoño de 1922 o 1923 hasta la primavera de 1924 o 1925, estudió con Victor Joseph Jean Ambroise Segoffin en la École des Beaux-Arts, un escultor conocido por sus estatuas, tumbas y bustos de retratos. Bajo su tutela, creó dos bustos diferentes, uno de los cuales se exhibió en el Salon d'Automne en 1924. Se cree que debido a que el Salón era en ese momento más rígido en las aceptaciones, lo más probable es que Prophet evitó los temas radicales en su trabajo y evitó el trabajo de vanguardia para que se mostrara su escultura. Más tarde dejó la École porque creía que podía aprender sola más rápido que trabajando con un supervisor, y compró sus propias herramientas para esculpir, e hizo todo el tallado sin ayuda debido a su falta de fondos. Prophet también estudió xilografía con Oscar Waldmann, un escultor suizo-alemán, y corte de mármol con Kousouski, un escultor polaco.
En el otoño de 1925, subarrendó durante seis meses un estudio en el famoso "Vercingetroix", donde trabajaron otros pintores famosos, como Maurice Sterne y Patrick Henry Bruce en 1904, y Per Krohg y Lucy Krohg (que trabajaron en Gauguin antiguo estudio de la década de 1910) vivió y trabajó. Su mudanza a este estudio se vio precipitada por su voluntad de dejar a su esposo, a quien creía que le faltaba ambición. En este estudio, comenzó La Volonté, su primera estatua de tamaño natural. En noviembre de 1925, describió sentirse aliviada de su ansiedad y depresión mientras esculpía la cabeza de un hombre que conoció en un café. Esta puede haber sido su obra Descontento.

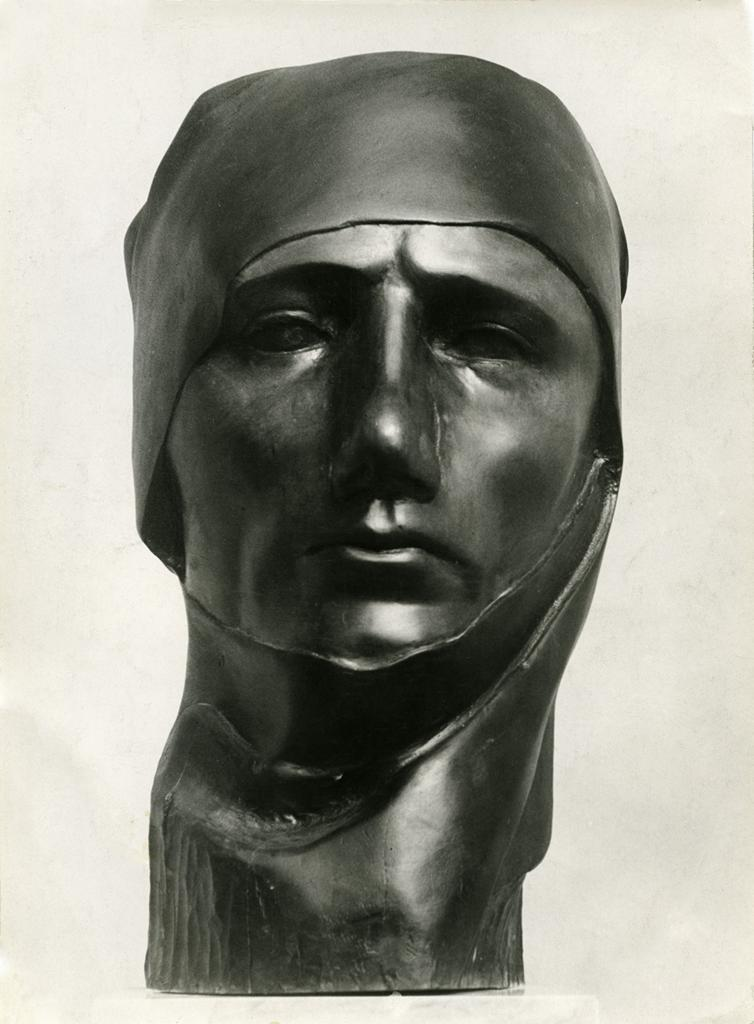
Descontento, Nancy Elizabeth Prophet (escultora estadounidense, 1890-1960); Fecha: c.1929

Su cabeza de madera policromada Descontento  reflejaba lo que describió como "una larga experiencia emocional, de inquietud, de hambre lacerante por el camino de la realización" durante este tiempo de su vida. En noviembre de 1925, también comenzó su segunda figura de tamaño natural, Le Pélerin . En inglés, esto significa El Peregrino. Evoca la estatuaria de la iglesia medieval y proporciona nostalgia por la Edad Media en el arte francés.

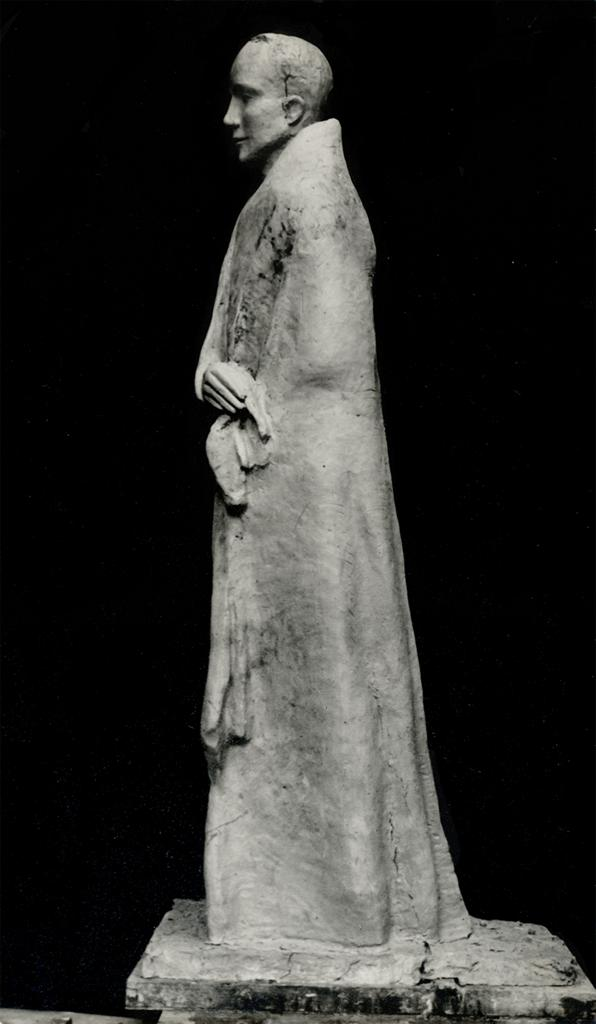
Le Pélerin, Nancy Elizabeth Prophet, (escultora estadounidense, 1890-1960); Bernes, Marouteau& C. (Fotógrafo); Fecha: c.1922-1929

Su busto de mármol Silence, una pieza que acompaña a Discontent, expresa “meses de vida solitaria en su pequeño apartamento de París, sin escuchar la voz de nadie durante días y días”. En junio de 1926, Prophet se mudó a un nuevo apartamento en Rue Broca, donde vivió durante los siguientes ocho años. En este nuevo estudio, creó su escultura Oración (o Pobreza), una mujer desnuda en contrapposto, con la mano derecha sobre el pecho, la cabeza echada hacia atrás y una serpiente deslizándose entre sus tobillos apoyada en sus piernas.
Junto con Silence and Discontent, Prophet creó otra serie de bustos; entre estos se encuentran Equilibrio y Cabeza de cosaco . El rostro de Poise es similar al de Discontent, mientras que Head of a Cossack se parece al rostro de Poise pero es más cálido, está hecho de madera e identificable con un sombrero largo.

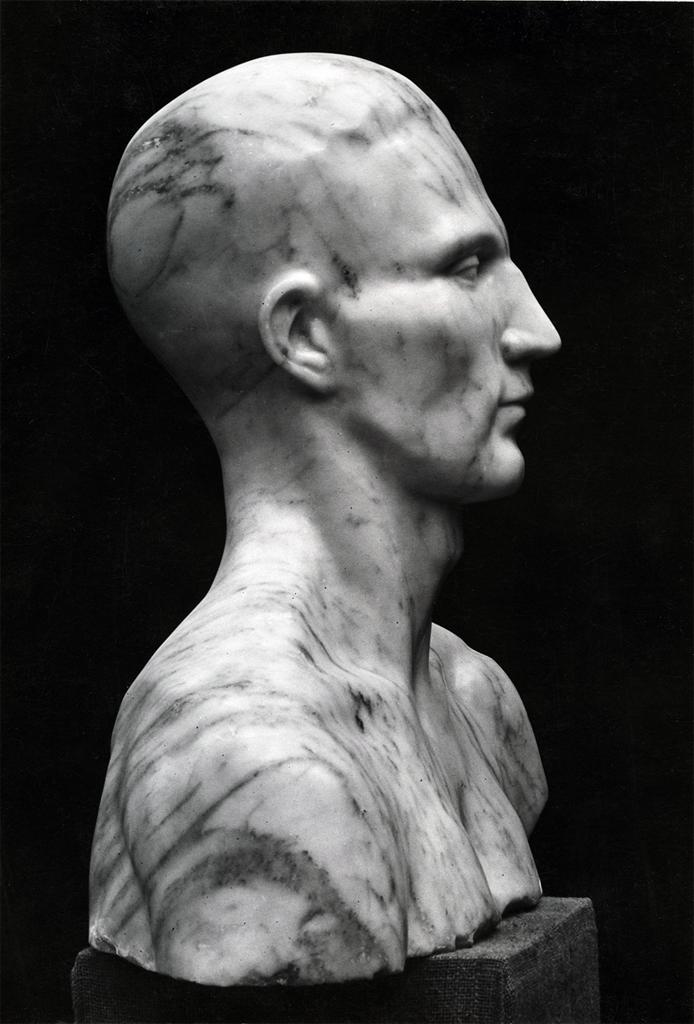
Silencio, Nancy Elizabeth Prophet, (escultora estadounidense, 1890-1960); Bernes, Marouteau& C. (Fotógrafo); Fecha: c.1928-1930

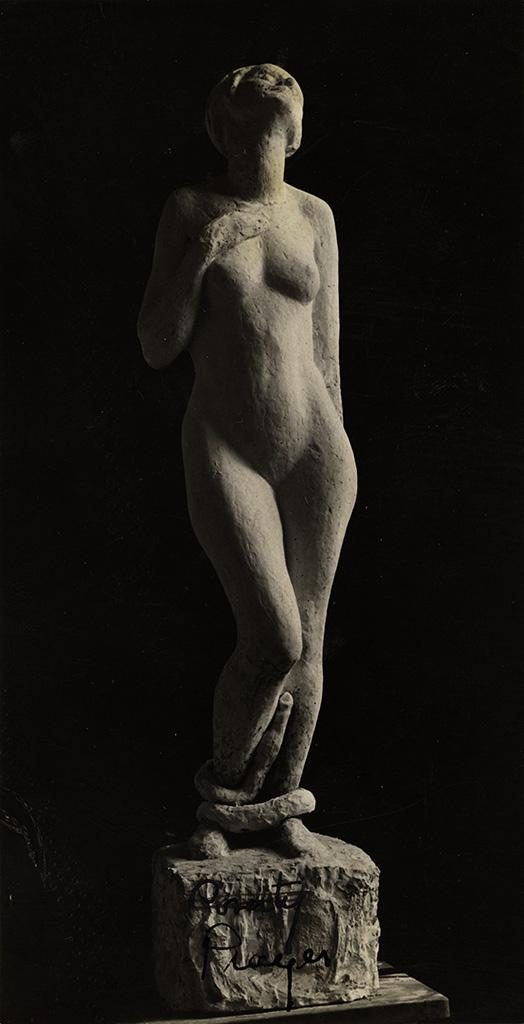
Oración (pobreza), Nancy Elizabeth Prophet, (escultora estadounidense, 1890-1960); Bernes, Marouteau& C. (Fotógrafo); Fecha: 1926

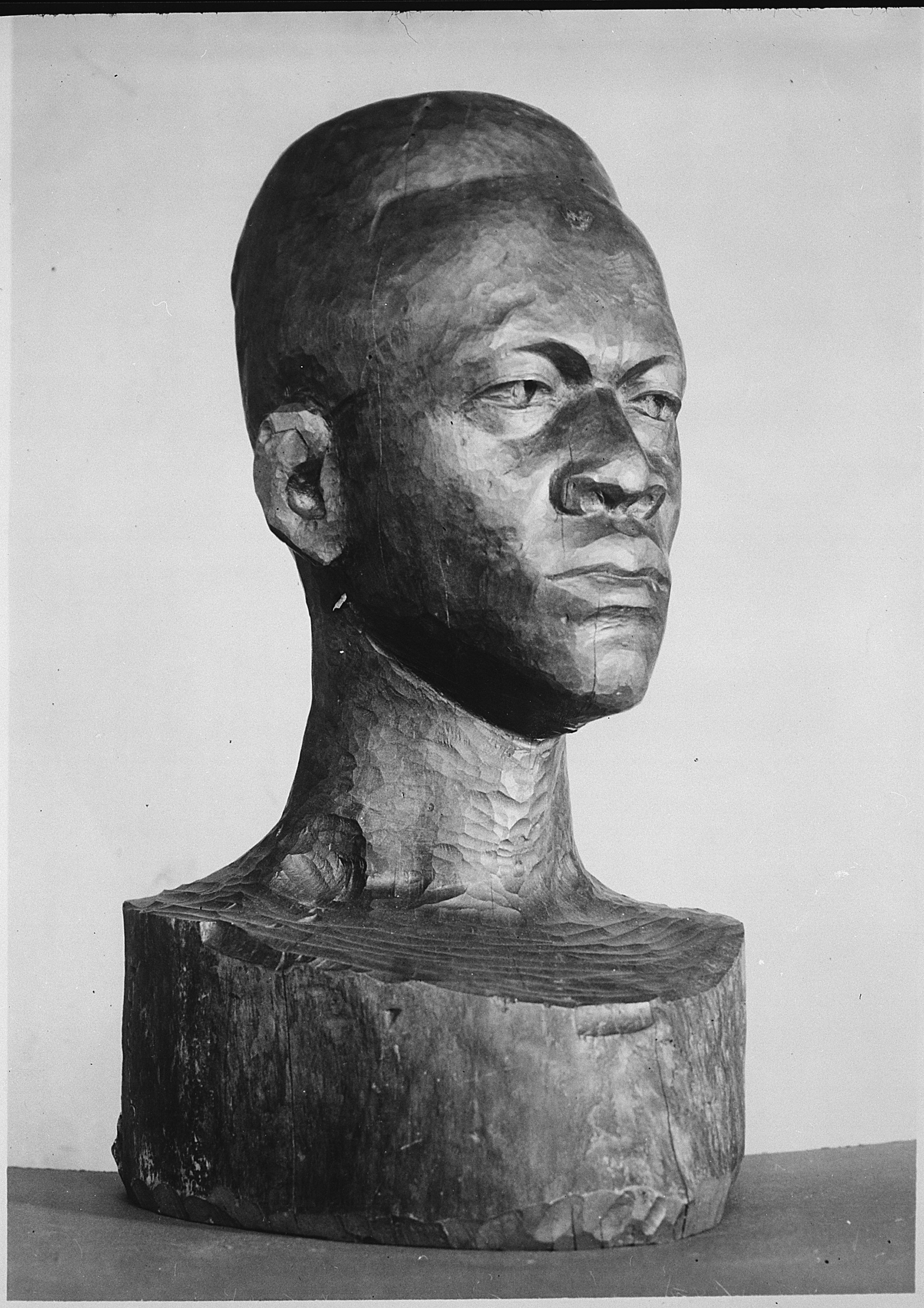
Cabeza de un negro, Nancy Elizabeth Prophet, ca. 1926-1927, madera

Una de las mejores obras conservadas de Prophet data de este período: Cabeza de negro, una escultura de madera de tamaño más grande que el natural, que una sobrina de Frank Ford identificó como su tío Frank. Prophet expuso en el Salon d'Automne y la Societe des Artistes Francais de París. WEB Du Bois y Countee Cullen también ayudaron a enviar su trabajo a exposiciones en los Estados Unidos. Prophet ganó el premio Harmon a la mejor escultura en 1929. Su escultura de madera Congolaise imita el conflicto noble y "habla del legado ancestral articulado por Locke y Du Bois" durante este tiempo.

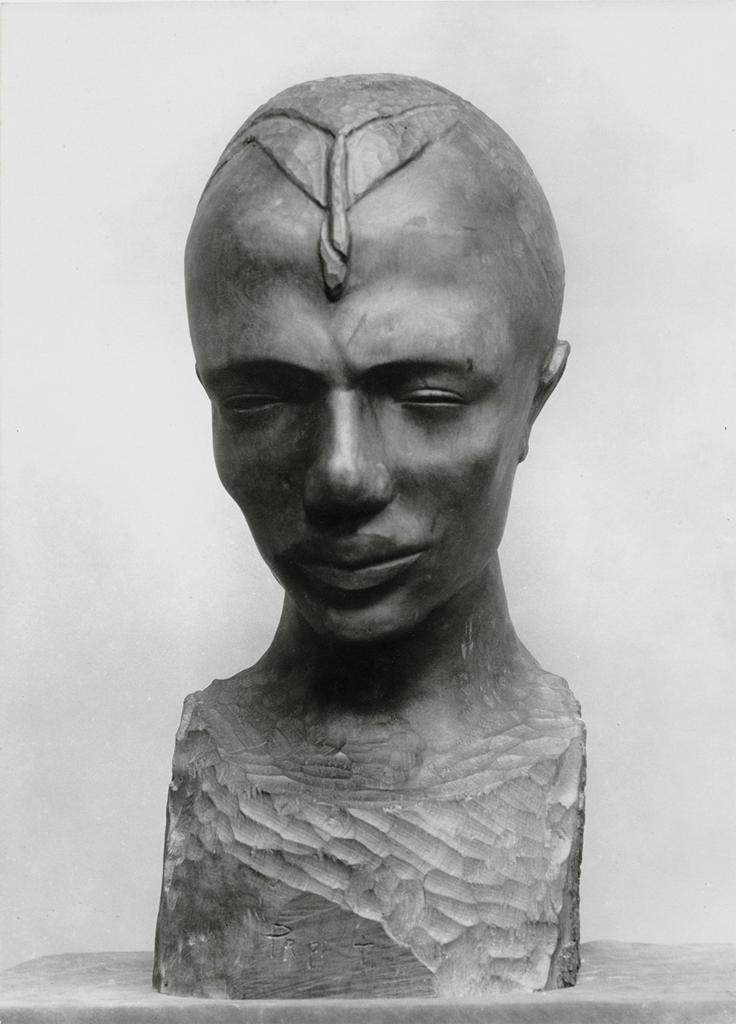
Congolaise, Nancy Elizabeth Prophet (escultora estadounidense, 1890-1960); Fecha: 1931

Al regresar a los Estados Unidos en 1932, Prophet vio que su trabajo seguía ganando atención. Fue invitada a exhibir su trabajo en galerías ubicadas en Nueva York y Rhode Island. Ganó el premio Best in Show de la Newport Art Association en 1932. En 1935 y 1937 participó en las Bienales de Escultura del Museo Whitney y en la Exposición Internacional de Escultura en el Museo de Arte de Filadelfia en 1940. Congolaise se convirtió en una de las primeras obras de un afroamericano adquirida por Whitney.

### En Atlanta
Prophet trasladó sus estudios de trabajo a Atlanta, Georgia, y comenzó una carrera como profesora enseñando a estudiantes de arte matriculados tanto en la Universidad de Atlanta como en el Spelman College en 1934, con la esperanza de alentar las mentes creativas de los jóvenes, el estímulo que ella no obtuvo durante sus primeros años. En Spelman, desarrolló el plan de estudios de bellas artes e historia del arte y recibió a los estudiantes en su propia casa.
En 1945, Prophet regresó a Rhode Island para escapar de la segregación racial y el rechazo que había padecido en el Sur. Prophet se convirtió al catolicismo romano en 1951. Intentó recuperar su condición de artista, pero tuvo que buscar otro empleo, incluso en una fábrica de cerámica y como empleada doméstica. Su exposición  en la Biblioteca Pública de Providence resultó ser la última de su vida.
Cerca del final de su vida, Prophet mantuvo un conflicto interno sobre su identidad y su doble ascendencia. Proclamó únicamente su herencia nativa americana, negándose a reconocer su ascendencia afroamericana. Nancy Elizabeth Prophet murió en 1960.

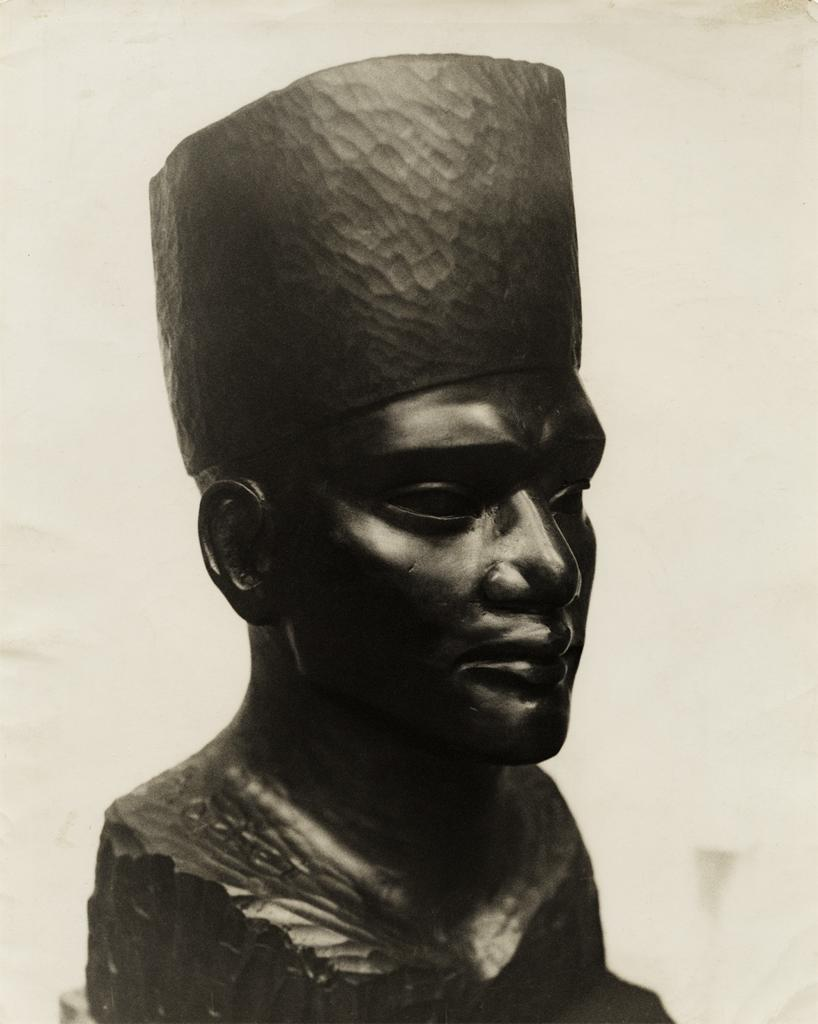
Cabeza de cosaco, Nancy Elizabeth Prophet, (escultora estadounidense, 1890-1960); Fecha: 1940

## Exposiciones
- 1924: Salón de Otoño ; exhibe un busto de madera
- 1928: Exposición de trabajos de antiguos alumnos y profesores en conmemoración del quincuagésimo aniversario de la Escuela de Diseño de Rhode Island ; cuenta con silencio y cabeza de un negro
- 1929:
  - Sociedad de Boston de Artistas Independientes; exhibe la cabeza de un cosaco
  - Sociedad de Artistas Franceses ; expone Buste d'homme
- 1931-1932: Salón de Otoño
- Década de 1930: Fundación Harmon y Bienal de Whitneyj
- 1945: Biblioteca Pública de Providence
- 1978: "Cuatro de Providence", Galería Bannister de Rhode Island College

## Representaciones
Junto con una serie de eventos en Providence, RI sobre la vida y obra de Prophet en abril de 2014, la actriz Sylvia Ann Soares realizó lecturas dramáticas de Prophet's Paris Dairies, 1922-1934, en una actuación titulada The Life and Art of Nancy Elizabeth Prophet: Calm Seguridad y Placer Salvaje. Los diarios que sirvieron como material de origen para la actuación, cubren los doce años de Prophet en Francia, y actualmente se encuentran en la Biblioteca John Hay de la Universidad de Brown.
Más tarde ese año, Soares repitió el papel de Prophet en "It is Just Defiance": A Living History of Nancy Elizabeth Prophet's Paris Diaries, que cubría el tiempo de Prophet en París a mediados de la década de 1930.

### Libros
- Amaki, Amalia K. and Andrea Barnwell Brownlee . Hale Woodruff, Nancy Elizabeth Prophet y la Academia . Seattle, WA: Museo de Bellas Artes de Spelman College con University of Washington Press, 2007.
- Galería Bannister ( Colegio de Rhode Island ). Cuatro de Providence: Bannister, Prophet, Alston, Jennings: Artistas negros en el paisaje social de Rhode Island. Providencia: Rhode Island College, 1978.
- Farrington, Lisa. "Creando su propia imagen: la historia de las mujeres artistas afroamericanas". Nueva York: Oxford University Press, 2005.
- Hirshler, Erica E. Un estudio propio: mujeres artistas en Boston, 1870-1940. Boston: Publicaciones MFA, 2001.
- Leininger-Miller, Theresa. Nuevo artista negro en París: pintores y escultores afroamericanos en la ciudad de la luz, 1922-1934 . Nuevo Brunswick, Nueva Jersey: Rutgers University Press, 2001
- Le Normand-Romain, Antoinette. Escultura: la aventura de la escultura moderna en los siglos XIX y XX. Nueva York: Skira/Rizzoli, 1986.

### Artículos
- Alisha Pina, "escultora Nancy Elizabeth Prophet, primera graduada negra de RISD. . .", Providence Journal, 14 de abril de 2014.

### Recursos en línea
- "Colección Nancy Elizabeth Prophet, colecciones especiales, biblioteca James P. Adams, Rhode Island College" Archivado el 3 de febrero de 2024 en Wayback Machine. . Consultado el 4 de septiembre de 2019
- "Nancy Elizabeth Prophet, una escultora desconocida". Archivado el 10 de marzo de 2017 en Wayback Machine. La guía de St. James para el artista negro . ed. Tomás Riggs. Registro afroamericano en línea. 1997.ISBN 1-55862-220-9. Consultado el 22 de mayo de 2014.
- Pregúntele a Art: The American Artists Bluebook. 2007 Consultado el 19 de diciembre de 2011
- La Sociedad del Patrimonio Negro de Rhode Island. 2003. Consultado el 16 de abril de 2007.